# Gerard le Heux
Gerard le Heux (n. 7 mai 1885, Deventer, Overijssel, Țările de Jos – d. 8 iunie 1973, Haga, Olanda de Sud, Țările de Jos) a fost un sportiv ce a reprezentat Regatul Țărilor de Jos, medaliat olimpic. A participat la 2 ediții ale Jocurilor Olimpice (1928, 1936) în care a câștigat o medalie de bronz.